# Сподаренко, Софья Константиновна
Со́фья Константи́новна Сподаре́нко (род. 26 февраля 1998, Усть-Каменогорск) — российская, с 11 августа 2023 года казахстанская пловчиха. Дважды победитель Чемпионата Европы среди юниоров, многократная победительница Чемпионата Азии, финалистка Азиатских Игр. Чемпионка России, многократная чемпионка Республики Казахстан. Обладатель нескольких национальных рекордов Республики Казахстан. Вице-рекордсменка России среди юниоров на дистанции 50м брасс. Мастер спорта России международного класса, мастер спорта международного класса Республики Казахстан. 

## Биография
Родилась в Усть-Каменогорске. Представляет Тюмень и область. Отец Константин Сподаренко - хоккеист, тренер, мать занималась лёгкой атлетикой и фитнесом.
Тренируется у Елены  Юрченко, ранее её тренерами были Галина Устюжанина, Олег Ермаченков и Игорь Крутяков. По словам Сподаренко, её первый заплыв состоялся, когда ей было около 8 лет.
В 2012 году выступала на спортивных играх «Дети Азии» за сборную Уральского федерального округа и завоевала четыре медали: серебряную на 200 м брассом, золотую на дистанции вдвое короче и ещё две победы одержала в составе эстафет 4×100 метров вольным стилем и комбинированной.
Летом 2015 года получила травму, после которой последовали несколько операций и долгое восстановление. На чемпионате России на короткой воде 2016 года, проходившем в Казани, заняла третье место на дистанции 100 метров комплексным плаванием.
На чемпионате России 2017 года лучшим результатом было шестое место на 50-метровой дистанции баттерфляем, где Сподаренко установила личный рекорд 27,20 с и заняла шестое место в финале. На дистанции вдвое длиннее стала 10-й в полуфинале и не попала в финальный заплыв (1.01,58). Сподаренко также установила личный рекорд на дистанции 50 метров брассом (32,81 с), но стала лишь 14-й в полуфинале.
В 2018 году на чемпионате России в Москве заняла четвёртое место на дистанции 100 метров баттерфляем, показав на тот момент свой лучший результат (1.00,41). Затем участвовала на дистанции вдвое короче, где победила, впервые в карьере став чемпионкой России с результатом 26,52. Однако, норматив для участия в чемпионате Европы преодолеть не получилось, и вместо Софьи туда отправилась Светлана Чимрова. 11 августа 2023 года получила разрешение выступать за сборную Казахстана, ранее спортсменка отказалась от гражданства России и восстановила гражданство Казахстана.